# Хатіодзі (Токіо)

35°40′00″ пн. ш. 139°18′58″ сх. д. / 35.66667° пн. ш. 139.31611° сх. д.
Хатіо́дзі (яп. 八王子市, はちおうじし, МФА: [hat͡ɕi.oːd͡ʑi ɕi̥]) — місто в Японії, в префектурі Токіо.

## Короткі відомості
Розташоване в південно-західній частині префектури. Виникло на основі постоялого містечка раннього нового часу на Кайському шляху. Отримало статус міста 1917 року. Складова Токійсько-Йокогомаського промислового району. Основою економіки є текстильна промисловість, шовківництво, машинобудування, виробництво електротоварів та високоточної техніки. В 20 столітті називалося «столицею японського шовку». В місті розташовані будівлі багатьох токійських університетів, численні буддистські монастирі, гора Такао, руїни замку Такіяма. Станом на 1 жовтня 2008 площа міста становила 186,31 км². Станом на 1 липня 2011 населення міста становило 581 486 осіб.
На честь міста названо астероїд.

## Уродженці
- Накамура Місато — спортсменка, дзюдоїстка.